# Kalles Orkester
Kalles Orkester er en dansk dokumentarfilm fra 1990, der er instrueret af Ole Fibiger.

## Handling
Kalles Orkester er enestående, fordi fem af medlemmerne er psykisk handicappede. Musikken har givet dem så meget selvtillid, at de nu er flyttet fra en stor central institution, bor i egen bolig og klarer et dagligt arbejde. Kalles Orkester er et seks-mands danseorkester, der spiller til dans med samme musikalske kvalitet, som alle andre danseorkestre.